# Alto Vinalopó
Die Comarca Alto Vinalopó ist eine der neun Comarcas in der Provinz Alicante der Valencianischen Gemeinschaft.
Die im Westen gelegene Comarca umfasst 7 Gemeinden auf einer Fläche von 644,76 km².

## Gemeinden
| Gemeinde              | Einwohner (2024) | Fläche km² | Dichte Einw./km² | Cod INE | Postleitzahl |
| --------------------- | ---------------- | ---------- | ---------------- | ------- | ------------ |
| Beneixama             | 1.679            | 34,89      | 48               | 03023   | 03460        |
| Biar                  | 3.634            | 98,17      | 37               | 03043   | 03410        |
| El Camp de Mirra      | 445              | 21,82      | 20               | 03051   | 03469        |
| La Canyada            | 1.225            | 19,32      | 63               | 03052   | 03409        |
| Salinas               | 1.775            | 61,71      | 29               | 03116   | 03638        |
| Sax                   | 10.172           | 63,48      | 160              | 03123   | 03630        |
| Villena               | 34.385           | 345,37     | 100              | 03140   | 03400        |
| Comarca Alto Vinalopó | 53.315           | 644,76     | 83               | –       | –            |

1. ↑  Instituto Nacional de Estadística Municipal Register of Spain